# Stemmops bicolor
Stemmops bicolor là một loài nhện trong họ Theridiidae.
Loài này thuộc chi Stemmops. Stemmops bicolor được Octavius Pickard-Cambridge miêu tả năm 1894.